# 三田ゆう子
三田 ゆう子（みた ゆうこ、1954年8月14日 - ）は、日本の声優、舞台女優。青二プロダクション所属。東京都世田谷区出身。

## 来歴
子供の頃から芝居の世界が好きで小学5、6年生の時に劇団こまどりに入団し、NHKの学校放送に出演していた。先輩に吉田理保子がいる。
昔は宝塚歌劇団に憧れており、宝塚歌劇団を観て「カッコいい」と思って「男役をやりたい」と思ったが、身長が足りなかったという。
中学時代に高校受験の準備もあり、1年生ぐらいに退団し、学校の演劇部に入部。大学受験の時に文学座に夜間部ができたことを知って「大学の勉強と一緒にやっていけるかなぁ」と思い、文学座附属養成所に入所。同養成所の1年次の最後に卒業公演があり、それが終わってから舞台『四つの詩劇』に出演させてくれることになったという。しかしその舞台の稽古中にアキレス腱を切ってしまったという。
そのリハビリに3か月くらいかかることから、その間は芝居を離れて大学の勉強に専念していたという。同養成所卒業後、あっちもこっちも中途半端になるため、学生に戻ったという。しかししばらくしたら、芝居関係が好きだったこともあり、山内雅人のもとで喫茶店の語り部で朗読の勉強をしていたという。人前で読むという勉強をしつづけている間に声の仕事に興味を持ち始めた。学校卒業ぐらいの時に、童話を読んでおり、童話は子供相手だが、アニメも子供相手で夢を与える仕事だから、「もしかしたらアニメっておもしろいかな」と気が付いたという。その頃はアニメの声優の養成学校はなかったため、スタジオを見学しながら、三田自身で勉強を始めたという。初めて行ったスタジオは野村道子が出演していた『みつばちマーヤの冒険』だったと語る。それが初めてで、本当に通わせてくれたのは『サザエさん』だったという。
清泉女子大学文学部英文学科卒業。かつてはプロダクションTHG、同人舎プロダクションなどにも所属していた。1976年に『リトル・ルルとちっちゃい仲間』のウィリー役でデビュー。初レギュラーは『ほかほか家族』のみどり役。アニメのレギュラー出演は主に1980年代から1990年代を中心に活躍。
魔法少女アニメに縁が深く、『魔法のプリンセス ミンキーモモ（第1作）』ではピピル役でレギュラー出演。その後のぴえろ魔法少女シリーズでも、1980年代に製作された4作品全てにレギュラーとして出演している。
現在もやや減少傾向になりつつはあるが、アニメ作品にゲストで時折出演している。その一方で朗読劇団「ひだまりの樹」を主宰し、ボランティア活動も積極的に行っている。

## 人物・エピソード
声優としては、多数のアニメ、洋画、ゲーム等に出演しており、テレビのナレーションも務めている。
演じるキャラクターの系統は様々であり、少女もこなすが、『悪魔くん』の悪魔くん（埋れ木真吾）、『忍者ハットリくん』のシンゾウ、『ポコニャン!』のポコニャンのような少年役と、『うる星やつら』の弁天、『めぞん一刻』の六本木朱美、『ゲゲゲの鬼太郎（第3作）』のネコ娘、『ドラゴンクエスト アベル伝説』のデイジィのような女性の役も多くこなす。
テレビアニメでは『ウルトラB』（UB役）、『悪魔くん』（埋れ木真吾〈悪魔くん〉役）、『江戸っ子ボーイ がってん太助』（ボンテン丸太助役）、『ポコニャン!』（ポコニャン役）と4度の主演歴を持ち、それぞれ少年役・もしくはそれに準ずる役での出演となっている。
『うる星やつら』の弁天を演じていた時は、「これ私にできるかなぁ」と思ったが、この役をきっかけに、レギュラーで『さすがの猿飛』の石川美加のようなスケ番役を、吹っ切れた感じて演じるなど出演作品や役柄も広がったと語る。それまでに演じたことのない声とキャラクターを自分の中で作り上げていくという部分で、かなり緊張していた。ただし、演じていくうちに、性格は男っぽいというのが分かったという。
趣味は朗読、食べ歩き、旅行、テニス、スキー。　
同じく声優の山田栄子とは親友。また、三ツ矢雄二とも交友がある。

## 出演
太字はメインキャラクター。

### テレビアニメ
1976年
- 超電磁ロボ コン・バトラーV（西川あけみ）
- ほかほか家族（みどり）
- リトル・ルルとちっちゃい仲間（ウィリー）

1977年
- 家なき子（マチヤの仲間、子供）
- 一発貫太くん（女の子）
- おれは鉄兵
- ポールのミラクル大作戦（子供、バラの精）
- 若草のシャルロット（ケティー）

1978年
- 新・巨人の星

1979年
- 新・巨人の星II
- 未来ロボ ダルタニアス（1979年 - 1980年、おちゃめ）

1980年
- がんばれゴンベ（フーコ）
- ベルサイユのばら
- まんがことわざ事典（ハトコ）

1981年
- 黄金戦士ゴールドライタン（1981年 - 1982年、オヒナ、タイムライタン）
- おはよう!スパンク
- 怪物くん
- 戦国魔神ゴーショーグン（ウッディー）
- 新・ど根性ガエル（1981年 - 1982年、みさ子 他）
- 忍者ハットリくん（1981年 - 1987年、シンゾウ）
- 六神合体ゴッドマーズ（1981年 - 1982年、クミ 他）
- まいっちんぐマチコ先生（リカ）
- 名犬ジョリィ（リサ、マリア〈2代目〉）

1982年
- あさりちゃん（マリコ）
- うる星やつら（1982年 - 1986年、弁天、ジュリエット、くのいち、かえで 他）
- おちゃめ神物語コロコロポロン（イオ、モナワンナ姫）
- 逆転イッパツマン（西尾営業部員）
- さすがの猿飛（石川美加）
- 太陽の子エステバン（チュシ）
- ときめきトゥナイト（ツッパリ）
- 忍者マン一平（柳生三平）
- 魔法のプリンセス ミンキーモモ（1982年 - 1983年、ピピル）

1983年
- 愛してナイト（加藤橋蔵）
- アルプス物語 わたしのアンネット（マーク）
- 光速電神アルベガス（ジュリア）
- 新みつばちマーヤの冒険（フレダ、プック）
- Dr.スランプ アラレちゃん（1983年 - 1986年、鶴燐、ペンザラシ、ターボ、ピカ子、桃太郎 他） - 1シリーズ + 特別編
- ストップ!! ひばりくん!（鳳ジュン）
- The・かぼちゃワイン（光小路納言）
- プラレス3四郎（1983年 - 1984年、あや）
- 魔法の天使クリィミーマミ（1983年 - 1984年、ポジ）

1984年
- Gu-Guガンモ（1984年 - 1985年、リンダ・スカイラーク）
- 星銃士ビスマルク（エリス）
- 魔法の妖精ペルシャ（1984年 - 1985年、プリプリ）

1985年
- オバケのQ太郎（テレビ朝日版）（1985年 - 1987年、P子）
- オヨネコぶーにゃん
- キャプテン翼（アンドレ）
- ゲゲゲの鬼太郎（第3作）（1985年 - 1988年、ネコ娘）
- はーいステップジュン（斎藤はるか）
- 北斗の拳（カレン）
- 魔法のスターマジカルエミ（1985年 - 1986年、香月岬）
- キャプテン翼（アンドレ）

1986年
- あんみつ姫（1986年 - 1987年、甘ぐりの助）
- おねがい!サミアどん
- ハイスクール!奇面組（1986年 - 1987年、河川一平）
- 魔法のアイドルパステルユーミ（花園桃子）
- めぞん一刻（1986年 - 1988年、六本木朱美、花子、恭子、由加）

1987年
- ウルトラB（1987年 - 1989年、ウルトラB）
- シティーハンター（竜神さやか）
- ドクター秩父山（戸田ミドリ）
- のらくろクン（1987年 - 1988年、木下圭太）
- Mr.ペンペン（シェニファー）

1988年
- 小公子セディ（ミッキー）
- それいけ!アンパンマン（1988年 - 2023年、ペンギンぼうや〈初代〉、クロワッサン姫〈初代〉、バナナマン（A）〈初代〉、エクレアさん）
- ハロー!レディリン（ソフィ・モンゴメリ）
- ビックリマン（織姫皇后、さらっち）
- ひみつのアッコちゃん（第2期）（ガンモ〈2代目〉、ヒヨコ）

1989年
- 悪魔くん（1989年 - 1990年、悪魔くん）
- 美味しんぼ（1989年 - 1990年、みな子、アナウンサー）
- かりあげクン（木村課長夫人）
- ジャングル大帝（ルルの母）
- たいむとらぶるトンデケマン!（1989年 - 1990年、アラジン）
- ドラゴンクエスト アベル伝説（1989年 - 1991年、デイジィ）
- ピーターパンの冒険（カーリー）
- らんま1/2 熱闘編（1989年 - 1992年、リンリン、マダム・サンポール、織姫）

1990年
- 江戸っ子ボーイ がってん太助（1990年 - 1991年、ボンテン丸太助）
- それいけ!アンパンマン みなみの海をすくえ!（バナナマン）
- ドラゴンボールZ たったひとりの最終決戦〜フリーザに挑んだZ戦士 孫悟空の父〜（セリパ）
- ロビンフッドの大冒険（1990年 - 1992年、ウィル）

1991年
- 魔法使いサリー（1989年版）（ロッキー、天邪鬼）

1992年
- スーパービックリマン（石妃ディナス）
- 美少女戦士セーラームーン（1992年 - 1993年、秋山先生、妖魔ウィドー、カタリナ）
- フランダースの犬 ぼくのパトラッシュ（シモン）
- ぽこぽん日記（花ちゃん）

1993年
- GS美神（ヒミコ）
- コボちゃん
- ポコニャン!（ポコニャン）
- 無責任艦長タイラー（シア・ハス）

1994年
- キテレツ大百科（1994年 - 1995年、ニック、浜中）

1995年
- ご近所物語（栞）
- 飛べ!イサミ（月影ケイ）

1996年
- ゲゲゲの鬼太郎（第4作）（1996年 - 1997年、里子、赤ん坊、うぶめ）
- シンデレラ物語（パレット）
- YAT安心!宇宙旅行（ブッキー、つゆ子、MAM）

1998年
- スーパードール★リカちゃん（高林ダイ）

1999年
- ぐるぐるタウンはなまるくん（おかあさん）
- ごぞんじ!月光仮面くん（はやと）
- ポケットモンスター（1999年 - 2002年、カメールA、カレン、イブキ）

2000年
- 週刊ストーリーランド（虫の小僧）

2001年
- 格闘料理伝説ビストロレシピ（ピータン）
- キャプテン翼（第3作）（ロベルト〈少年〉）

2003年
- 金色のガッシュベル!!（セッコロ）
- ドラえもん（テレビ朝日版第1期）（2003年 - 2004年、アキオ、のび夫）

2004年
- 名探偵コナン（絹川和輝）

2006年
- ブラック・ジャック（タカシ〈少年時〉）
- まじめにふまじめ かいけつゾロリ（あきら）

2007年
- はたらキッズ マイハム組（ゴロ）
- ポケットモンスター ダイヤモンド&パール（2007年 - 2010年、ケンゴ）

2008年
- ゲゲゲの鬼太郎（第5作）（古椿）
- 忍たま乱太郎（スンベヱ）

2010年
- ご姉弟物語（ワンチャイ）
- スティッチ! 〜ずっと最高のトモダチ〜（ブラッグ〈フルート〉）

2012年
- デジモンクロスウォーズ 〜時を駆ける少年ハンターたち〜（カズキ）

2013年
- 探検ドリランド -1000年の真宝-（教頭）
- ドラえもん（テレビ朝日版第2期）（2013年 - 2025年、やりクリ、ゴニー、おばあちゃん〈若い頃〉）
- ポケットモンスター ベストウイッシュ シーズン2（イブキ）

2017年
- ONE PIECE（シャーロット・ブリュレ、ヴィンスモーク・ニジ〈子供〉、扉の女性）

2018年
- グラゼニ（味平おかみ） - 2シリーズ

2019年
- ゲゲゲの鬼太郎（第6作）（ゆきの母）
- ちびまる子ちゃん（八百屋のおばさん）

2021年
- バトルアスリーテス大運動会 ReSTART!（クッキー先生〈ステラ・ロスノフスキ〉）
- もっと!まじめにふまじめ かいけつゾロリ（アルゼル）
- 先輩がうざい後輩の話（民宿のおばあちゃん）

2024年
- アサティール2 未来の昔ばなし（隣人）

### 劇場アニメ
1980年
- がんばれ!! タブチくん!!初笑い第3弾 あゝツッパリ人生

1982年
- 新・ど根性ガエル ど根性・夢枕
- 忍者ハットリくん ニンニン忍法絵日記の巻（シンゾウ）

1983年
- うる星やつら オンリー・ユー（弁天）
- Dr.スランプ アラレちゃん ほよよ世界一周大レース
- 忍者ハットリくん ニンニンふるさと大作戦の巻（シンゾウ）

1984年
- 地球物語 テレパス2500（ピピ）
- Dr.スランプ アラレちゃん ほよよ!ナナバ城の秘宝（ツルリン、ターボ）
- 忍者ハットリくん+パーマン 超能力ウォーズ（シンゾウ）
- パパママバイバイ（ユー君）
- 綿の国星（女学生A）

1985年
- うる星やつら3 リメンバー・マイ・ラブ（弁天）
- Gu-Guガンモ（リンダ・スカイラーク）
- ゲゲゲの鬼太郎（ネコ娘）
- Dr.スランプ アラレちゃん ほよよ!夢の都メカポリス
- 忍者ハットリくん+パーマン 忍者怪獣ジッポウVSミラクル卵（シンゾウ）

1986年
- オバケのQ太郎 とびだせ! バケバケ大作戦（P子）
- ゲゲゲの鬼太郎 妖怪大戦争（ネコ娘）
- ゲゲゲの鬼太郎 最強妖怪軍団!日本上陸!!（ネコ娘）
- ゲゲゲの鬼太郎 激突!!異次元妖怪の大反乱（ネコ娘）

1987年
- オバケのQ太郎 とびだせ! 1/100大作戦（P子）

1988年
- うる星やつら 完結篇（弁天）
- ウルトラB ブラックホールからの独裁者B・B!!（ウルトラB）
- めぞん一刻 完結篇（六本木朱美）

1989年
- 悪魔くん（悪魔くん）
- 宇宙皇子（キジムナー）
- ひみつのアッコちゃん（ガンモ）
- ひみつのアッコちゃん 海だ!おばけだ!夏まつり（ガンモ）

1990年
- 悪魔くん ようこそ悪魔ランドへ!!（悪魔くん）
- 風の名はアムネジア（スー）

1991年
- うる星やつら いつだってマイ・ダーリン（弁天）
- それいけ!アンパンマン ドキンちゃんのドキドキカレンダー（バナナマン）

1993年
- メイクアップ!セーラー戦士（カタリナ）

1994年
- それいけ!アンパンマン リリカル☆マジカルまほうの学校（ポポ）

1995年
- ママレード・ボーイ（婦人）

1997年
- ポコニャン! 恐竜が動いたニャン（ポコニャン）

1999年
- スーパードール★リカちゃん リカちゃん絶体絶命! ドールナイツの奇跡（高林ダイ）

2001年
- クレヨンしんちゃん 嵐を呼ぶ モーレツ!オトナ帝国の逆襲（ひろし〈子供時代〉）

2013年
- 名探偵コナン 絶海の探偵（雨宮勇気）

2022年
- ONE PIECE FILM RED（シャーロット・ブリュレ）

### OVA
1984年
- 大江戸捕物帳 ねずみ小僧（お菊）
- 魔法の天使クリィミーマミ 永遠のワンスモア（ポジ）

1985年
- きまぐれオレンジ☆ロード（一弥）
- 魔法の天使クリィミーマミ ロング・グッドバイ（ポジ）
- 魔法のプリンセス ミンキーモモ 夢の中の輪舞（ピピル）
- 夢次元ハンターファンドラ（ソート）

1986年
- 魔法のスターマジカルエミ 蝉時雨（香月岬）

1987年
- うる星やつら 夢の仕掛人 因幡くん登場! ラムの未来はどうなるっちゃ!?（弁天）

1988年
- うる星やつら 怒れシャーベット（弁天）
- ドミニオン（アンナプーマ）

1990年
- 宇宙皇子 天上編（キジムナー）
- ウルトラマングラフィティ おいでよ!ウルトラの国（マックン）

1994年
- 無責任艦長タイラー ひとりぼっちの戦争（シア・ハス）
- すすめ!ゴジランド（ゴジラ）

1995年
- 人間革命（戸田幾枝）
- 無責任艦長タイラー 地上より永遠に（シア・ハス）

1999年
- てなもんやボイジャーズ（星屑のパライラ）

2002年
- 魔法のスターマジカルエミ 雲光る（香月岬）

2010年
- うる星やつら ザ・障害物水泳大会（弁天）

### Webアニメ
- 悪魔くん（2023年、初代悪魔くん / 埋れ木真吾[48]）

### ゲーム
時期不明
- 夢幻戦士ヴァリスシリーズ（桐島麗子、チャム）

1990年
- うる星やつら STAY WITH YOU（弁天）

1991年
- レディファントム（ドーラ・ランゲンカンプ）

1992年
- エルディス（キーガ ナビッチ）
- プリンセス・ミネルバ（ケスレー・ウルガ）

1994年
- アルシャーク（ウェルダ・ミュレッツ）
- うる星やつら 〜ディア マイ フレンズ〜

1996年
- 新フォーチュン・クエスト 食卓の騎士たち（シロ、リタ）
- フェーダ・リメイク! エンブレム・オブ・ジャスティス（ドーラ・システィール）

1997年
- この世の果てで恋を唄う少女YU-NO（アマンダ）
- 卒業 Vacation（西川真樹）
- ドラゴンマスターシルク（アカ）

1998年
- すごべんちゃー ドラゴンマスターシルク外伝（アカ）
- 天仙娘々 〜劇場版〜（ナルジス）
- ブシドーブレード弐（柊千尋）

1999年
- リトル・ウィッチ パルフェ 〜黒猫印の魔法屋さん〜（シャンティ・シュクレール、サケマス）
- リトル・ウィッチ レネット 〜スワンの涙ラプソディ〜（サケマス）

2000年
- お花畑のフローレ（シャンティ・シュクレール、サケマス）
- センチメンタルグラフティ2（杉原栄美子）

2007年
- ドラゴンボールZ Sparking! METEOR（セリパ）

2008年
- クレヨンしんちゃん 嵐を呼ぶ シネマランド カチンコガチンコ大活劇!

2013年
- ドラゴンボールヒーローズ（2013年 - 2019年、セリパ） - 5作品

2014年
- 禁忌のマグナ（デボネア）

2019年
- ぷよぷよ!!クエスト（ターボ）

2020年
- ONE PIECE 海賊無双4（シャーロット・ブリュレ）

2023年
- ドラゴンボールZ カカロット（セリパ）

### 吹き替え

#### 映画
- エクスタミネーター（ロレイン）※フジテレビ版・ソフト収録
- 喝采の陰で
- がんばれ!ベアーズ ※テレビ朝日版
- ストリート・オブ・ファイヤー ※フジテレビ版
- 地獄の女囚コマンド（カトリーナ・ラトウスキー）※フジテレビ版
- 霊幻道士3 キョンシーの七不思議（賊婆）

#### テレビドラマ
- ファミリータイズ（ジェニファー・キートン〈ティナ・ヨーザーズ〉）※テレビ東京版
- ラブ・ボート（シーラ）

#### アニメ
- 科学少年J.Q（ハジ）※LD版
- コビーの冒険（ペトラ）
- チャーリーブラウンという男の子（ライラ）
- おもちゃの国のノディ（ノディ）

#### 人形劇
- がんばれタッグス（サンシャイン）

### 特撮
- テツワン探偵ロボタック（モグラッキーの声、カケルのママ役）
- テツワン探偵ロボタック&カブタック 不思議の国の大冒険（モグラッキーの声）

### 人形劇
- それいけノンタック（物の精）
- ペペとミミ（ミミ）

### CD・カセット
- 悪魔くん バラエティワールド 見えない学校 悪魔教室（悪魔くん）
- カドカワカセットブック『宇宙皇子』（キジムナー）
- 聖エルザクルセイダーズ（小栗まなみ）
- 卒業 クロスワールド関連CD（西川真樹）
- カドカワカセットブック『フォーチュンクエスト』（シロちゃん）
- こどもちゃれんじ（ベネッセ）（とりっぴぃ〈初代〉）

### ラジオ
- 青山二丁目劇場
  - 三丁目の夕日 「猫の命日「下駄の一生」「幽霊修行」（太郎）

### テレビ番組
- うちのひと がっこうのひと（ピコちゃん）
- おかあさんといっしょ 50周年特集（テレ太）
- 新どっちの料理ショー（イエローキッチン「WHICHくん」の声）
- 世界まる見え!テレビ特捜部（吹き替え）
- ねこ自慢（ナレーション） - BS-TBS

### CM
- バンダイ 『悪魔くん DX悪魔くんタロット』（埋れ木真吾〈悪魔くん〉）

### パチンコ・パチスロ機
- CR忍者ハットリくん（シンゾウ）

### その他コンテンツ
- インターネット情報局（ナレーション）
- ポコニャン&ドラえもん「ポンポコニャンでここほれニャンニャン!?」（ポコニャン）